# Kharkovchanka
Il Kharkovchanka (Харьковчанка, in alfabeto cirillico) era un mezzo cingolato costruito in serie negli anni '50 del XX secolo dalla Fabbrica di Locomotive di Charkiv (ChPZ, oggi Stabilimento Malyšev).
Il Karkovchanka, il cui nome significa in russo "donna di Charkiv", pesa trentacinque tonnellate, è largo 14 piedi (circa 4,2 metri) e lungo oltre trenta (più di 9 metri). L'abitacolo, ermeticamente sigillato, ospita una cabina con sei posti a sedere nella parte anteriore, mentre la parte posteriore è suddivisa in spazi abitativi ed include un ufficio, un dormitorio, cucina e spazi comuni.
Questi veicoli sono stati utilizzati in alcune spedizioni scientifiche sovietiche nella regione antartica tra gli anni cinquanta e sessanta, che si sono spinte fine al Polo Sud.

## Meccanica
Il Karkovchanka è basato sulla meccanica del trattore d'artiglieria AT-T ed è propulso da un motore diesel V12 da 512 hp. La trasmissione al suolo della forza avviene tramite cingoli su sette assi di appoggio.